# São Félix do Tocantins
São Félix do Tocantins is een gemeente in de Braziliaanse deelstaat Tocantins. De gemeente telt 1.468 inwoners (schatting 2009).